# Oliszki (powiat białostocki)
Oliszki – wieś w Polsce położona w województwie podlaskim, w powiecie białostockim, w gminie Choroszcz.
Wieś królewska w starostwie suraskim w ziemi bielskiej województwa podlaskiego w 1795 roku. W latach 1975–1998 miejscowość należała administracyjnie do województwa białostockiego.
Wierni Kościoła rzymskokatolickiego należą do parafii św. Jana Chrzciciela i św. Szczepana w Choroszczy, a wierni prawosławni do parafii Opieki Matki Bożej w Choroszczy.

## Komunikacja drogowa
Główną drogą w Oliszkach jest ulica Leśna stanowiąca część drogi powiatowej Nr 1549B. Nową nawierzchnię ulicy Leśnej oddano do użytku w 2021 roku.